# Koningslijst van Abydos

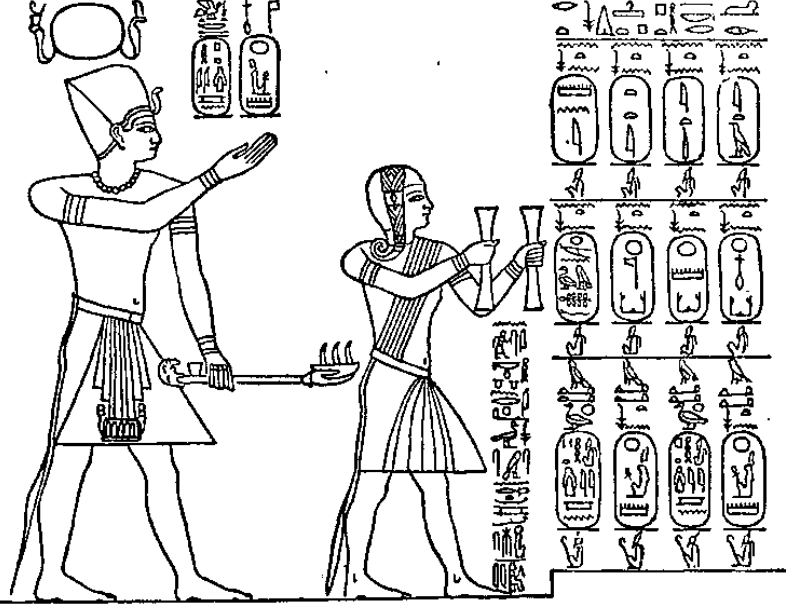
Seti I en Ramses II

De koningslijst van Abydos is een lijst van koningen uitgehakt op de wanden van de tempel van Osiris te Abydos. Koning Seti I en de jonge Ramses (II) brengen een offer aan hun gemeenschappelijke voorouders. 

## De lijst
De lijst bestaat uit drie rijen waarop cartouches staan geschreven. In totaal zijn er zesenzeventig koningen beschreven. De bovenste twee rijen bestaan uit de cartouches van de Oud-Egyptische koningen, de onderste rij herhaalt de twee cartouches van Seti I. De bovenste rijen laten alleen de troonnamen zien en niet de persoonlijke naam. Als afsluiter wordt de naam van Seti I zowel in de persoonlijke als troonnaam beschreven.

## Bijzonderheden
- De farao's van de 1e t/m de 3e dynastie worden ook geschreven in een cartouche. Terwijl de Horusnaam de gebruikelijke benaming vormde voor de farao. Pas in de 4e dynastie werden de cartouches geschreven.
- De lijst laat de farao's van de 7e en de 8e dynastie zien. Deze obscure farao's werden niet vermeld in die van Manetho.
- Van de chaos in de tweede tussentijd wordt geen vermelding gemaakt. De farao's van de 13e t/m de 17e dynastie worden niet vermeld.
- Van de – in de ogen van Egyptenaren – obscure farao's wordt ook geen vermelding gemaakt dat zijn: de vrouwelijke farao Hatsjepsoet, de ketterse farao's Achnaton, Smenchkare, Toetanchamon en Eje.

## Afbeeldingen

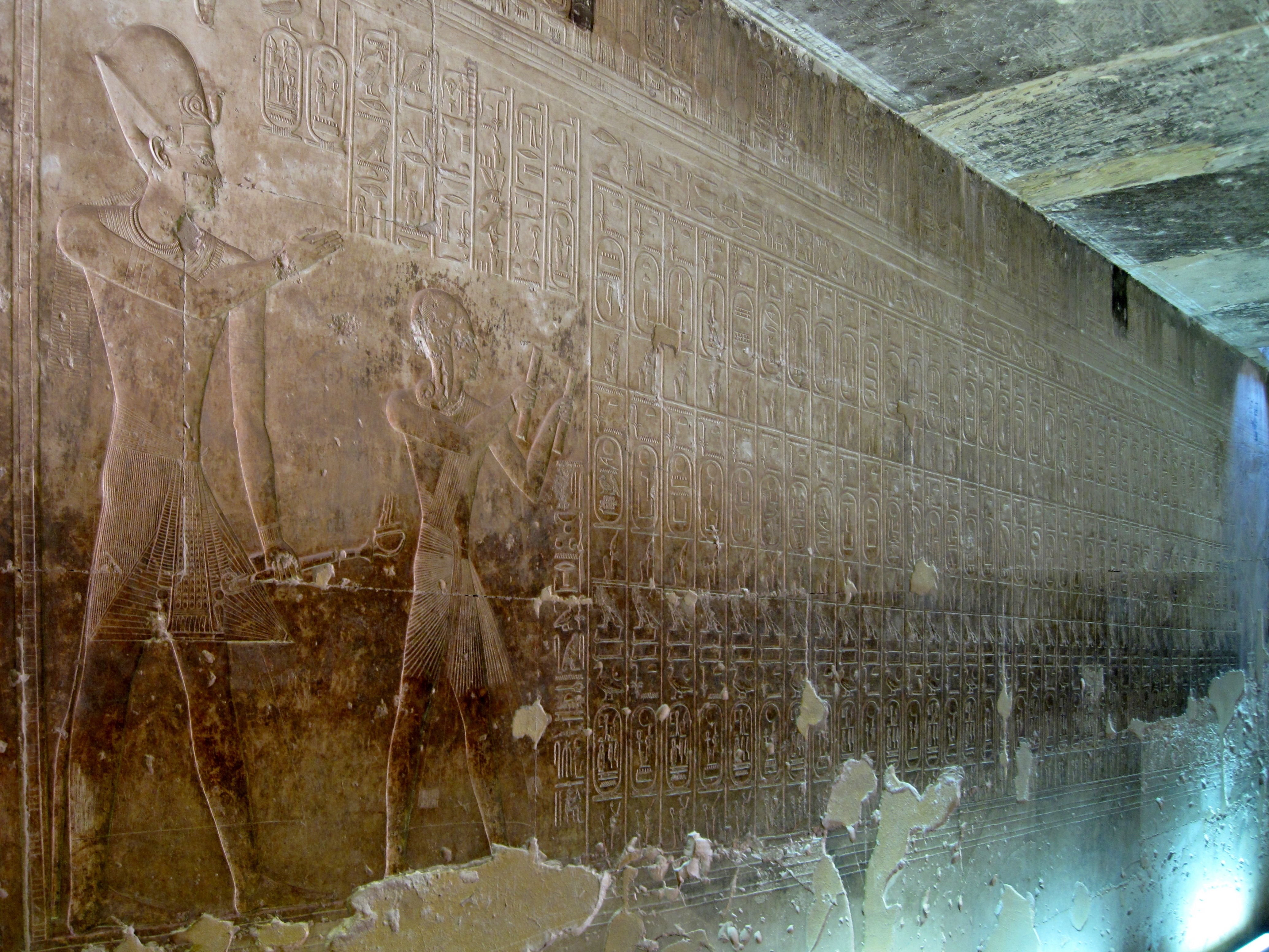
De wand met de gravure.
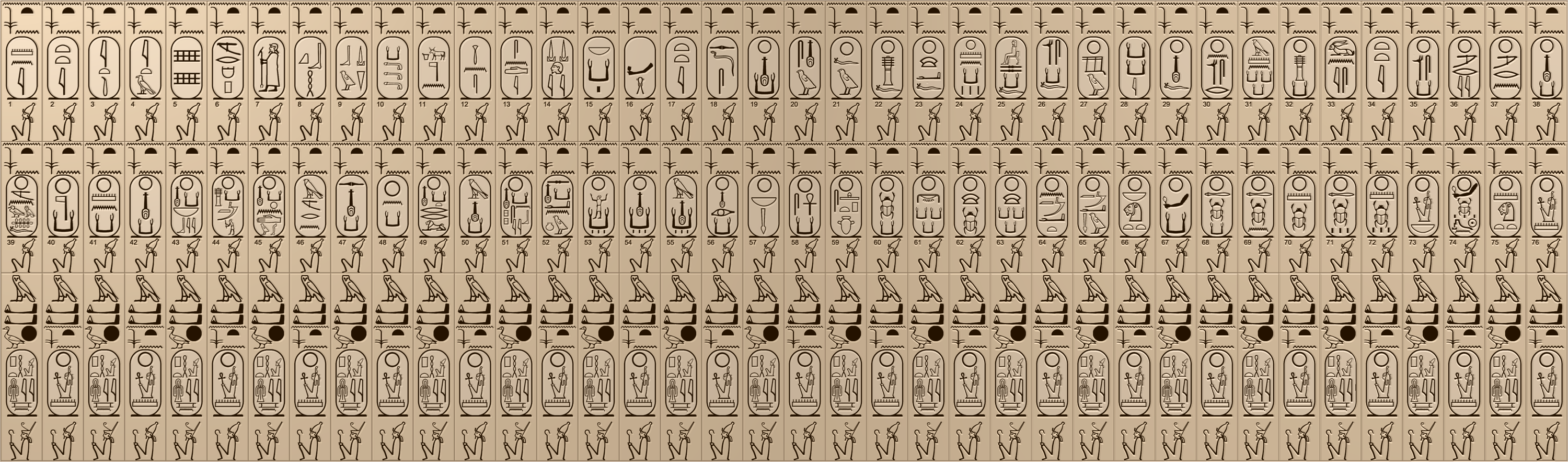
Een tekening van de volledige wand
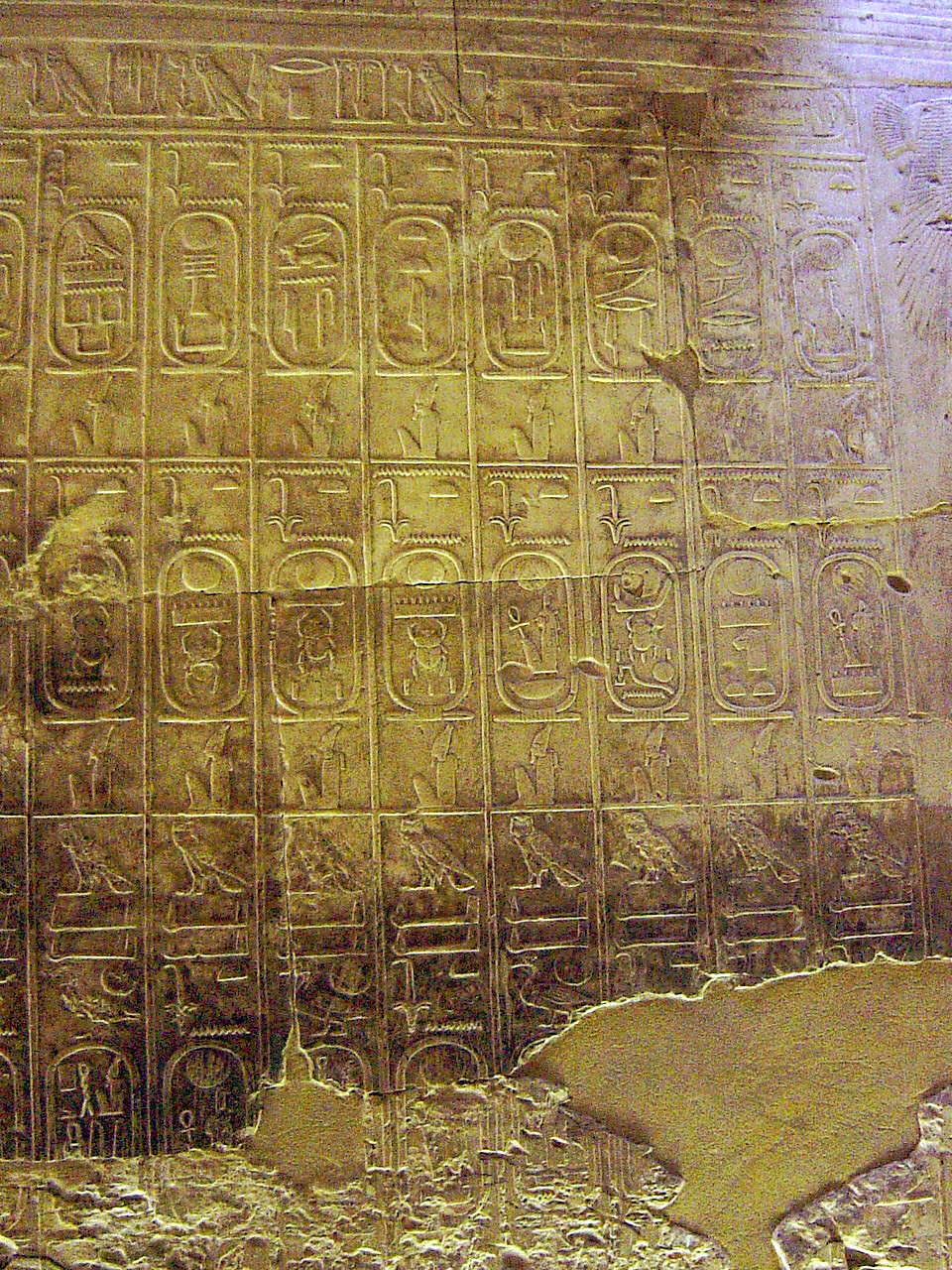
Een afbeelding van enkele cartouches.

## De koningslijst in detail
In onderstaande tabellen wordt uitgelegd welke cartouche bij welke heerser hoort.

### 1e Dynastie
| Nr. | Naam uit de lijst | Gebruikelijke of Griekse naam |
| --- | ----------------- | ----------------------------- |
| 1   | Meni              | Menes of Narmer               |
| 2   | Teti              | Hor-Aha                       |
| 3   | Iti               | Djer                          |
| 4   | Ita               | Djet                          |
| 5   | Sepati            | Den                           |
| 6   | Merbiape          | Anedjib                       |
| 7   | Semsoe            | Semerchet                     |
| 8   | Qebeh(oe)         | Qaä                           |

### 2e Dynastie
| Nr. | Naam uit de lijst | Gebruikelijke of Griekse naam |
| --- | ----------------- | ----------------------------- |
| 9   | Bedjaoe           | Hotepsechemoei                |
| 10  | Kakaoe            | Raneb                         |
| 11  | Banetjer          | Ninetjer                      |
| 12  | Oeadjnas          | Weneg                         |
| 13  | Sendi             | Sened                         |
| 14  | Djadjay           | Chasechemoei                  |

### 3e Dynastie
| Nr. | Naam uit de lijst | Gebruikelijke of Griekse naam |
| --- | ----------------- | ----------------------------- |
| 15  | Nebka             | Sanacht                       |
| 16  | Djoser-sa         | Netjerichet of Djoser         |
| 17  | Teti              | Sechemchet                    |
| 18  | Sedjes            | Chaba                         |
| 19  | Neferkare         | Hoeni                         |

### 4e Dynastie
| Nr. | Naam uit de lijst | Gebruikelijke of Griekse naam |
| --- | ----------------- | ----------------------------- |
| 20  | Seneferoe         | Sneferoe                      |
| 21  | Choef             | Choefoe of Cheops             |
| 22  | Djedefra          | Djedefre of Radjedef          |
| 23  | Chaäfra           | Chafra of Chephren            |
| 24  | Menkaoera         | Menkaura of Mykerinos         |
| 25  | Sjepseskaf        | Sjepseskaf                    |

### 5e Dynastie
| Nr. | Naam uit de lijst | Gebruikelijke of Griekse naam |
| --- | ----------------- | ----------------------------- |
| 26  | Oeserkaf          | Oeserkaf                      |
| 27  | Sahoera           | Sahoere                       |
| 28  | Kakai             | Neferirkare                   |
| 29  | Neferefre         | Neferefre                     |
| 30  | Noeserra          | Nioeserre                     |
| 31  | Menkaoehor        | Menkaoehor                    |
| 32  | Djedkare          | Djedkare                      |
| 33  | Oenis             | Oenas                         |

### 6e Dynastie
| Nr. | Naam uit de lijst | Gebruikelijke of Griekse naam |
| --- | ----------------- | ----------------------------- |
| 34  | Teti              | Teti                          |
| 35  | Oeserkare         | Oeserkare                     |
| 36  | Merire            | Pepi I                        |
| 37  | Merenre           | Merenre I                     |
| 38  | Neferkare         | Pepi II                       |
| 39  | Merenre Antyemsaf | Merenre II                    |

### 7e en 8e Dynastie
| Nr. | Naam uit de lijst | Gebruikelijke of Griekse naam |
| --- | ----------------- | ----------------------------- |
| 40  | Netjerikare       | Netjerkare                    |
| 41  | Menkare           | Menkare                       |
| 42  | Neferkare         | Neferkare II                  |
| 43  | Neferkare Neby    | Neferkare III                 |
| 44  | Djedkare Sjemai   | Djedkare II                   |
| 45  | Neferkare Chendoe | Neferkare IV                  |
| 46  | Merenhor          | Merenhor                      |
| 47  | Neferkamin        | Neferkamin I                  |

| Nr. | Naam uit de lijst   | Gebruikelijke of Griekse naam |
| --- | ------------------- | ----------------------------- |
| 48  | Nekare              | Nikare                        |
| 49  | Neferkare Terenoe   | Neferkare V                   |
| 50  | Neferkahor          | Neferkahor                    |
| 51  | Neferkare Pepiseneb | Neferkare VI                  |
| 52  | Neferkamin Anu      | Neferkamin II                 |
| 53  | Qakaoere            | Ibi I                         |
| 54  | Neferkaoere         | Neferkaure                    |
| 55  | Neferkaoehor        | Neferkauhor                   |
| 56  | Neferirkare         | Neferirkare II                |

### 11e en 12e Dynastie
| Nr. | Naam uit de lijst | Gebruikelijke of Griekse naam |
| --- | ----------------- | ----------------------------- |
| 57  | Nebhepetre        | Mentoehotep II                |
| 58  | Sanchkare         | Mentoehotep III               |
| 59  | Sehotepibre       | Amenemhat I                   |
| 60  | Cheperkare        | Senoeseret I                  |
| 61  | Neboekaoere       | Amenemhat II                  |

| Nr. | Naam uit de lijst | Gebruikelijke of Griekse naam |
| --- | ----------------- | ----------------------------- |
| 62  | Chacheperre       | Senoeseret II                 |
| 63  | Chakaoere         | Senoeseret III                |
| 64  | Nimaätre          | Amenemhat III                 |
| 65  | Mimaätcheroere    | Amenemhat IV                  |

### 18e Dynastie
| Nr. | Naam uit de lijst          | Gebruikelijke of Griekse naam |
| --- | -------------------------- | ----------------------------- |
| 66  | Nebpehetyre                | Ahmose I                      |
| 67  | Djeserkare                 | Amenhotep I                   |
| 68  | Cheperkare                 | Thoetmoses I                  |
| 69  | Aacheperenre               | Thoetmoses II                 |
| 70  | Mencheperre                | Thoetmoses III                |
| 71  | Aacheperoere               | Amenhotep II                  |
| 72  | Menchepoere                | Thoetmoses IV                 |
| 73  | Nebmaätre                  | Amenhotep III                 |
| 74  | Djesercheperoere Setepenre | Horemheb                      |

### 19e Dynastie
| Nr. | Naam uit de lijst | Gebruikelijke of Griekse naam |
| --- | ----------------- | ----------------------------- |
| 75  | Menpehetyre       | Ramses I                      |
| 76  | Menmaätre         | Seti I                        |